# Centaurea yemensis
Centaurea yemensis — вид квіткових рослин родини айстрових (Asteraceae). Ареал: західний Ємен.